# Молчан, Олег Владимирович
Олег Владимирович Молчан (бел. Алег Уладзіміравіч Молчан; 11 апреля 1965, Минск — 26 октября 2019, Женева) — белорусский композитор, пианист, продюсер, общественный деятель.

## Творческая деятельность
Олег Молчан учился в средней специальной музыкальной школе при белорусской государственной консерватории (ССМШ при БГК, ныне колледж-лицей), которую окончил по классу хорового дирижирования в 1983 году.
В возрасте 8 лет состоялся дебют Олега Молчана в качестве композитора — он сочинил и сыграл небольшую пьеску. В школьные годы Олег Молчан пел в хоре мальчиков ССМШ под руководством Игоря Журавленко. Этот коллектив выступал на самых престижных площадках: Большой театр оперы и балета Республики Беларусь, Домский собор, Государственный Эрмитаж, хоровые фестивали в Тарту.
Уже в то время кумирами школьника были такие современные композиторы, как Евгений Глебов, Раймонд Паулс, Куинси Джонс, пианист Оскар Питерсон, группа Queen.
Карьера Олега Молчана как пианиста началась сразу после окончания ССМШ. Он сотрудничал с различными музыкальными коллективами и играл сольные программы. В 1985—1987 годах Олег Молчан был призван на срочную военную службу, которую проходил в ансамбле песни и пляски Белполка (теперь — Образцово-показательный оркестр внутренних войск МВД Беларуси). В составе этого коллектива участвовал в концертах в 30-километровой зоне Чернобыльской АЭС. В армии им написан первый хоровой цикл на стихи Я. Купалы «Я нясу вам дар» (исп. Академический хор Белтелерадиокомпании, дирижёр А. Саврицкий; Государственная академическая капелла имени Р. Ширмы п/у Л. Ефимовой;  Государственный камерный хор РБ  п/у Н. Михайловой).
После демобилизации, Олег Молчан работал в Белгосфилармонии в качестве руководителя вокально-инструментального ансамбля «Ассорти», параллельно занимаясь аранжировками произведений и композиторской деятельностью. В этот период в издательстве «Мастацтва» выходят его первые нотные произведения — «Регтайм», «Ноктюрн», «Чиполлино».
С 1987 года Олег Молчан активно сотрудничал как автор и аранжировщик с ведущими коллективами и артистами. В частности, для оркестра под управлением Михаила Финберга вместе с поэтессой Валентиной Аколовой они создали песенный цикл «На рацэ Прыманцы».
В 1991 году Олег Молчан поступил в Белорусскую государственную консерваторию по специальности композиция в класс профессора Андрея Мдивани. В том же году народный артист СССР Владимир Мулявин пригласил Олега Молчана на работу в государственный ансамбль «Песняры» в качестве пианиста, аранжировщика и композитора, а фактически он стал музыкальным руководителем коллектива. Официально же на эту должность получил назначение в 1998 году. Все предыдущие 29 лет в штатном расписание «Песняров» такой позиции просто не было.
Дебютом Олега Молчана в «Песнярах» стала программа «Ave sole, альбо Слова Скарыны», написанная в соавторстве с поэтом-песенником Александром Легчиловым. Именно её знаменитый ансамбль не просто взял в репертуар, а исполнил на концерте к своему 20-летнему юбилею. Эта программа была отмечена и на республиканском конкурсе композиторов к 500-летию Франциска Скорины — Олег Молчан был удостоен звания лауреата в номинации «Крупная форма».
Олег Молчан внес большой вклад в создание репертуара ВИА «Песняры» — это и его авторские песни, и аранжировки произведений Владимира Мулявина. Одна из ярчайших работ «песняровского» периода Олега Молчана — программа «Вянок».
Между тем, работая над этой программой, Олегу Молчану пришлось делать выбор: обучение в консерватории или «Песняры». Как признался сам композитор, тогда не было даже времени похлопотать об академическом отпуске, и с консерваторией пришлось расстаться.
В 1994 году «Песняры» широко отметили 25-летие коллектива. К юбилейной программе «Голос души» Олег Молчан делал аранжировки, также прозвучали и его авторские произведения: «Обманите меня»., «Кума», «Христос воскрес», «Малітва», новая версия «Купалінкі» a cappella.
В 1996 Олег Молчан совместно с Владимиром Мулявиным работает над созданием программы «Казацкая вольница», в которую вошли его песенные композиции на стихи Владимира Некляева («Гуляй, казак», «Ой вы,  други» и обработки народных песен («Распрягайте, хлопцы, коней»).
Олег Молчан принимал участие в записи юбилейного диска «Песняров» (1994) на студии Polygram (Голландия) в качестве пианиста, композитора и аранжировщика.
Многие песни, написанные Олегом Молчаном в «Песнярах», уже принадлежат современной песенной классике. Молодые артисты включают их в свой репертуар и побеждают с ними на престижных музыкальных конкурсах.
Вершиной творчества Олега Молчана в «Песнярах» по праву считается песня на стихи Янки Купалы «Малітва», которую взял в свой репертуар Владимир Мулявин. Фактически с первого исполнения публика восприняла её как духовный гимн Беларуси.
После смерти первого исполнителя композитор создал несколько версий «Малітвы». Произведение неоднократно звучало в концертах ко Дню независимости Республики Беларусь (исполнители: Александр Тиханович, Ядвига Поплавская, Ирина Видова, вокальная группа «Чистый голос», Алена Ланская); в торжественной церемонии «Молитва за Беларусь» с участием президента и глав всех конфессий у Храма-памятника Всех Святых; на авторских концертах Олега Молчана во Дворце Республики и на Национальном фестивале белорусской песни и поэзии в Молодечно. Олег Молчан написал хоровую партитуру «Малітвы» для архиерейского хора Минского Свято-Духова кафедрального собора (регент Виталий Соболевский), премьерное исполнение которой состоялось на ХХVII Московском Пасхальном фестивале в 2018 году.
В 2000 году Олег Молчан уволился из «Песняров» и создал студию звукозаписи при Белорусском союзе композиторов.
Известная поговорка «Талантливый человек талантлив во всем» в полной мере относится к Олегу Молчану. В 2001 году он был приглашен в Государственный комитет по делам молодежи на должность начальника управления по работе с творческой молодежью в РУП «Ювентус». Здесь он блестяще справлялся с поставленными задачами и на высоком уровне проводил многочисленные творческие мероприятия, в том числе фестиваль «За Союз» в качестве художественного руководителя.
С 1994 года Олег Молчан тесно сотрудничал в качестве композитора и музыкального продюсера с певицей Ириной Видовой. Этот тандем раскрыл ещё одну яркую грань таланта композитора: его «модные» песни стали настоящими хитами и находятся в горячей ротации ведущих радиостанций.
В 2006 году Ирина Видова с песней «Думала» стала лауреатом радиопремии «Золотое ухо», а в 2011 году с песней «В последний раз» получила приз зрительских симпатий Национальной музыкальной премии в области эстрады. Обе песни написал Олег Молчан на слова Ирины Видовой.
Бренд «Песняры», созданный Владимиром Мулявиным, настолько мощный, что по большому счёту никому из музыкантов этого коллектива не удалось сделать карьеру вне ансамбля. Никому, кроме Олега Молчана. Его таланта и безграничных способностей хватает для того, чтобы идти вперед, а не ехать в карете прошлого, пусть и самой лучшей. Новые песни Олега Молчана звучат совсем не «по-песняровски», но как и когда-то, они становятся хитами в день премьеры. Так было с композициями «Родныя песні», «Дзве таполі», «Песня мая» на стихи Янки Купалы, «Карабель маёй краіны» на стихи Алеся Липая. «Будут новые песни на стихи наших классиков и современников, — говорил Олег Молчан в одном из интервью. — Не вижу себя в отрыве от белорусской песни, белорусской культуры, потому что я сам — белорус».
Олег Молчан сочинял музыку для театра, успешно работал в сегменте коммерческой музыки: писал заставки для радио и телевидения («Русское радио», «Радиус ФМ»), в том числе иностранного; музыкальную рекламу («5 элемент», «Белшина», «Вem Bohnbau»); гимны корпораций «Белтелеком»).
Олег Молчан был активно пишущий композитор, и, что важно, его песни были востребованы у исполнителей. Именно поэтому он один из немногих белорусских композиторов, в творческом багаже которого четыре авторских концерта с участием популярных артистов эстрады: 2008 год — «Родныя песнi» в Белгосфилармонии; 2010 год — к 25-летию творческой деятельности «Олег Молчан собирает друзей» во Дворце Республики; 2015 год — юбилейный авторский концерт «Песня моя» на фестивале белорусской песни и поэзии в Молодечно; 2016 год — «Малітва» в Белгосфилармонии.
Скончался 26 октября 2019 года в Женеве после продолжительной болезни.

## Память
26 октября 2020 года в Минске состоялось открытие мемориальной доски на доме 20 по улице Раковской, в котором прошли детские годы композитора. «Чаще всего мемориальная доска устанавливается на доме, в котором человек жил последние годы, – сказала вдова композитора Ирина Видова. – Но я подумала, что гораздо уместнее мемориальная доска будет на доме, в котором Олег родился. Именно здесь был заложен фундамент его характера». Идею Ирины Видовой воплотили в бронзе скульптору Ольга Нечай и Сергей Оганов.
Этот же творческий тандем работал над созданием надмогильного памятника композитору на Восточном кладбище, открытие которого состоялось 11 мая 2021 года.
26 октября 2021 года в Минске появился новый уникальный объект – музыкальная скамья Олега Молчана. Изящная скамейка, выполненная художником по металлу Марией Тарлецкой, установлена на улице Раковской у дома 20, прямо под окнами квартиры, в которой прошли ранние детские годы Олега Молчана. Присев на скамейку, минчане и гости белорусской столицы могут послушать мини-концерт из самых популярных песен Олега Молчана.
В апреле 2022 года издательство «Композитор – Санкт-Петербург» выпустило в свет 7 тетрадей с 77 песнями Маэстро. Затем были изданы светские и духовные хоровые произведения, созданные композитором с 1985 по 2018 год. В 2023 голы вышел 9-й сборник «Олег Молчан. Молитва» – продолжение традиции, начатой вдовой композитора Ириной Видовой-Молчан, по сохранению творческого наследия супруга.

## Общественная деятельность
Олег Молчан вел активную общественную деятельность в области защиты авторского права, был председателем авторского совета НЦИС. Олег Молчан также являлся Президентом «Евразийской конфедерации обществ правообладателей» (ЕАКОП).

## Интересные факты
1. Олег Молчан не любил ездить на гастроли. Ведь кроме участия в концертах, он сочинял новую музыку, делал аранжировки, проводил репетиции с коллективом. Впоследствии большую часть своей деятельности перенес в студию.

2. К 25-летию независимости страны композитором Олегом Молчаном по заказу Министерства культуры была создана песня «Беларусь» на слова Ирины Видовой, которую исполнили вокальная группа «Чистый голос», музыкальная капелла «Сонорус», певица Ирина Видова и солистка Национального академического Большого театра оперы и балета Оксана Волкова. Премьерное исполнение песни состоялось 1 июля 2015 года на торжественном собрании во Дворце Республики, на закрытии концерта мастеров искусств, посвященного Дню независимости.

3. Впервые за полувековую историю международного фестиваля «Красная гвоздика» в Москве звания лауреата удостоили певицу Ирину Видову за исполнение песни на белорусском языке «Карабель маёй краіны» — музыка Олега Молчана, стихи Алеся Липая.

4. Олег Молчан неоднократно с успехом защищал свои авторские права в Верховном суде, а дело о незаконной переработке музыкального произведения «Малітва» вошло в историю белорусской юриспруденции как практикообразующее.

5. Альбомы и синглы Олега Молчана и Ирины Видовой представлены на всех ведущих цифровых площадках ITunes, AOL, Rhapsody, Amazon, Napster, MusicNet, BuyMusic, Beatport) компанией CD Baby (США).

## Наиболее популярные произведения Олега Молчана

### Песни
| Название песни на языке оригинала          | Автор текстов                  | Исполнители |
| ------------------------------------------ | ------------------------------ | --- |
| «Малітва»                                  | Янка Купала                    | ВИА «Песняры», солист Владимир Мулявин; Леонид Борткевич, Анатолий Кашепаров, Вадим Косенко, Александр Тиханович и Ядвига Поплавская, Ирина Видова, вокальная группа «Чистый голос»; Архиерейский хор Свято-Духова кафедрального собора |
| «Милая женщина»                            | Владимир Некляев               | ВИА «Песняры», солист Владимир Мулявин; вокальная группа «Чистый голос» |
| «Обманите меня»                            | Максимилиан Волошин            | ВИА «Песняры», солист Владимир Мулявин; Ядвига Поплавская и Александр Тиханович; Ирина Видова |
| «Кума»                                     | Народная                       | ВИА «Песняры», солист Владимир Мулявин; Яков Науменко; Анатолий Кашепаров; |
| «Христос воскрес»                          | Дмитрий Мережковский           | ВИА «Песняры», солист Владимир Мулявин |
| «Маргарыта»                                | Александр Легчилов             | ВИА «Песняры», солист В. Дайнеко; группа «Спадчына», солист Андрей Усанов; |
| «Стася»                                    | Язэп Пуща                      | ВИА «Песняры», солист Валерий Дайнеко; БГА «Песняры» |
| «Астравы шчасця» («Ў высокiм небе»)        | Александр Легчилов             | ВИА «Песняры», солист Валерий Дайнеко |
| «Чужая» («Светит полная луна»)             | Александр Легчилов             | ВИА «Песняры», солист Игорь Пеня; Николай Скориков |
| «Гуляй, казак!»                            | Владимир Некляев               | ВИА «Песняры», солист Игорь Пеня; Яков Науменко; группа «Батька атаман» |
| «Ave sole, или Слово Скорины»              | Александр Легчилов             | ВИА «Песняры» |
| «Рождественская колыбельная» ("Калыханка") | Неизв. Польский автор XIX века | ВИА «Песняры, солист Александр Катиков, Государственный камерный хор РБ; ВИА «Белорусские песняры» |
| «Ой, вы, другі, мае другі…»                | В. Некляев                     | ВИА «Песняры», вокальная группа «Чистый голос» |
| «Любовь сказала да»                        | К. Бальмонт, Ирина Видова      | Ирина Видова |
| «Liebe Love L’amour»                       | Ирина Видова                   | Ирина Видова |
| «Думала»                                   | Ирина Видова                   | Ирина Видова |
| «Парус» («Влюбленные глаза»)               | Ирина Видова                   | Ирина Видова |
| «Максидрайв»                               | Ирина Видова                   | Ирина Видова |
| «Лунные танцы»                             | Ирина Видова                   | Ирина Видова |
| «С Рождеством и Новым годом»               | Ирина Видова                   | Ирина Видова |
| «Самба листопад»                           | Ирина Видова                   | Ирина Видова |
| «Тают чувства»                             | Ирина Видова                   | Ирина Видова |
| «Талисман»                                 | Ирина Видова                   | Ядвига Поплавская и Александр Тиханович; Ирина Видова и Олег Молчан |
| «Заветная»                                 | Ирина Видова                   | Николай Скориков |
| «Крыльями белыми»                          | Ирина Видова                   | Николай Скориков |
| «Август»                                   | Леонид Прончак                 | Николай Скориков |
| «Ты мяне любіш»                            | Максим Танк                    | БГА «Песняры» |
| «Гаснут звезды»                            | Ирина Видова                   | группа «By City» |
| «Остановила»                               | Ирина Видова                   | группа «By City» |
| «Не забыла»                                | Ирина Видова                   | группа «By City» |
| «Прости»                                   | Ирина Видова                   | группа «By City» |
| «Шуміць шумненька гаёк»                    | Янка Купала                    | группа «By City» |
| "У зялененькім садочку»                    | Янка Купала                    | вокальная группа «Чистый голос», группа «By City» |
| «Песня мая»                                | Янка Купала                    | вокальная группа «Чистый голос» |
| «Родныя песнi»                             | Янка Купала                    | вокальная группа «Чистый голос» |
| «Красавица влюбится»                       | Ирина Видова                   | вокальная группа «Чистый голос» |
| «Карабель маей краіны»                     | Алесь Липай                    | Ирина Видова |
| «Раманс да N»                              | Янка Купала                    | Леонид Борткевич, Аким Тышко |
| «Кружево сирени»                           | Александр Легчилов             | Яков Науменко |
| «Белая церковь»                            | Александр Легчилов             | Дмитрий Миникаев, Олег Семенов |
| «Все для тебя»                             | Ирина Видова                   | Вадим Косенко |
| "Ты прыйдзі"(«Кветка»)                     | Янка Купала                    | Вадим Косенко |
| «Дзве таполi»                              | Янка Купала                    | Ирина Видова, Аким Тышко |

Аранжировки и обработки
«Лявониха» два варианта (В.Мулявин, обработка О.Молчан, М.Богданович)

Программа «Вянок» полностью (В.Мулявин, М.Богданович)

«Поляна» (И.Лученок, А.Барский)

«Чырвоная ружа» (В. Мулявин, сл. нар.)

«Касіу Васіль сена» (нар. песня)

«Дорогой длинною» (Б.Фомин, К.Подревский)

Программа «Голос души» (муз. В. Мулявин и О.Молчан)

«Каля млына» (В.Мулявин, сл. нар.)

«Золотая осень» (Е.Глебов, А.Легчилов) и др., а также все собственные авторские произведения.
«Ой, сад-вінаград» (нар.песня)

«Ты ж мяне падманула» (нар. песня)

«Распрагайце, хлопцы, коней» (нар. песня)

«Купалінка» вариант a capella (муз. В. Теравский, сл. народные)

### Музыка для театра
Спектакль «Ниночка», постановка Национального академического драматического театра имени М. Горького

### Хоровое творчество
Цикл «Я нясу вам дар» (сл. Я.Купалы)
"Тропарь Божией Матери Всецарица" (сл. церковные)
"Отче наш" (сл. церковные)
"Херувимская песнь" (сл. церковные)
```
"Рождественская колыбельная"("Калыханка") (сл. неизв. польский автор XIX в.)
```

## Дискография
1994 г. «Pesnyary 25 years», Wisseloord Studios, The Netherlands (11 «Кума», 14 «Обманите меня»)

1999 г. «Все очень хорошо» Ирина Видова, альбом, «Пан-рекордз» (1-9) (Беларусь)

1999 г. «Красное танго. Песни на стихи А.Легчилова», «Тон — рекордз» («Найди себя»)

2001 г. «Мешок с хитами 6»: русский хит", сборник, «Мир видео» (18 «Улетай, душа»)

2001 г. «Песняры 2001», «Ковчег», «Уральский электронный завод» (17 «Молитва»)

2002 г. «Улетай» Ирина Видова, альбом, «Подземка» (1-11) (Беларусь)

2003 г. «Хит Мейкер 4» сборник, «Biz enterprises», «Монолит» (12 «Мы не чужие»)

2003 г. «Хит Мейкер» сборник (релиз29.7.2003), «Biz enterprises», «Монолит» (13 «Поцелуи»)

2003 г. «Молодость моя…» альбом ансамбля «Песняры», «Союз» (17 «Молитва»)

2004 г. «Любовь+ Хит FM» сборник, «Biz enterprises», «Монолит» (15 «Любовь сказала да»)

2004 г. «35 и 5» Белорусские песняры, Фирма Грамзаписи «Никитин» (3 «Рождественская колыбельная», 5 «Стася», 9 «Острова счастья», 12 «Селезень», 14 «Маргарита»)

2004 г. «Белорусский альбом» Валерий Дайнеко, ООО «БП» (7 «Маргарита», 13 «Стася», 15 «Маргарита- 2», 16 «У высокім небе»)

2005 г. «Песня года Беларуси, ч.2», сборник, «Проспект» (2 «Не нужны слова»)

2005 г. «Минск-Москва» Валерий Дайнеко, ООО «БП» (12 «У высокім небе»)

2005 г. «Когда мы были юны» Игорь Пеня, ООО «БП»(1 «Юность», 6 «Чужая», 15"Гуляй, казак")

2006 г. «Любовь сказала Да» Ирина Видова, альбом, «Vigma» (1-12) (Беларусь)

2006 г. Сборник «Мое сердце — твое…» MSH Records, Россия (3 «Не нужны слова», 11 «Любовь сказала Да»)

2006 г. «Лучшее, ч. 2» Белорусские песняры, «Проспект» («Маргарита»)

2006 г. «Лучшее, ч.3» Белорусские песняры, «Проспект» (7 «Рождественская колыбельная»)

2006 г. «Голос души ч.1» Владимир Мулявин, «Vigma»(1"Христос воскрес",7 «Кума»,11"Молитва")

2009 г. «IV» Ирина Видова, альбом, «Гриол», «Vigma» (1-10) (Беларусь)

2010 г. «Песняры. Песни Олега Молчана», альбом, «Vigma» (1-17) (Беларусь)

2011 г. «Национальная музыкальная премия» («В последний раз»), «Vigma»

2013 г. «Любовь сказала Да» Ирина Видова, альбом «CD Baby» (США)

2013 г. «IV», Ирина Видова, альбом, «CD Baby» (США)

2013 г. «В последний раз» Ирина Видова, сингл, «CD Baby» (США)

2013 г."Liebe Love L’amour", Ирина Видова, сингл, «CD Baby» (США)

2014 г. «Падая в небо» Ирина Видова, сингл, «CD Baby» (США)
2017 г. «Вянок» Песняры (программа 1991 года на стихи М. Богдановича), 2CD «Ковчег» (Беларусь)
2019 г. "Олег Молчан. Песняры Песни Обработки" 2 CD, фирма "Мелодия" (Россия)
2019 г. "Ирина Видова Олег Молчан. На одной волне", альбом, "Ray Records", "Мелодия Рекордс" (Россия)
2019 г. Олег Молчан. Песняры Песни Обработки", винил, фирма "Мелодия" (Россия)